# Sigrid Johansson
Sigrid Johansson, född Sigrid Gjellstad 1915 i North Dakota, död 5 mars 2010 i Enskede/Vantör, var en svensk bågskytt.

## Biografi
Sigrid Johansson föddes 3 oktober 1915, av norska föräldrar, i Velva i North Dakota i USA, på familjegården Gjellstad. Hon träffade sin blivande make, svenskamerikanen Gunnar Johansson, via studier i Chicago, och 1943 flyttade paret till Sverige; orsaken var en brevönskan från Gunnars far i Skövde.
Sigrid Johansson tävlade för Skövde bågskytteklubb. Hon blev världsmästare i bågskytte vid tävlingar i Bryssel 1958. Sigrid Johansson deltog i 9 VM och var även med i det första europamästerskapet där hon tog brons. Hon vann 6 SM i rad mellan åren 1955 och 1960 och var med i landslaget i 18 år. Hon tävlade ännu vid 80 års ålder och hade som internationell bågskyttedomare uppdrag i 7 VM och 6 EM mellan åren 1978 och 1997. Hon blev utsedd till Årets idrottskvinna 1959.